# Họ kép
Họ phức (tiếng Trung: 複姓; Hán-Việt: phức tính) là họ người Hoa sử dụng nhiều hơn một chữ để viết. Phần nhiều trong số này có xuất xứ từ tầng lớp quý tộc, tước hiệu, nghề nghiệp, địa danh hoặc được đặt vì một lý do nào đó. Một số trong đó không phải họ của người Hán, trong khi số còn lại được tạo thành bằng cách kết hợp hai họ lại với nhau. Hiện nay, chỉ còn một vài họ trong danh sách này còn tồn tại như Âu Dương (歐陽), Thượng Quan (上官), Tư Mã (司馬), Tư Đồ (司徒). Vì một số lý do, nhiều thị tộc đã từ bỏ họ phức của mình mà lấy họ đơn. Một tỉ lệ nhỏ người Triều Tiên và người Việt cũng có họ phức (như Âu Dương, Tôn Thất, Hoàng Phủ,...).

## Họ phức
(liệt kê theo thứ tự bính âm Hán ngữ)
| Chữ Hán                 | Ý Nghĩa | Nguồn gốc                 | bính âm     | Việt bính                                  | Hán-Việt        | Hán Triều                             | tiếng Nhật      | Nhân vật quan trọng                                                             |
| ----------------------- | --- | ------------------------- | ----------- | ------------------------------------------ | --------------- | ------------------------------------- | --------------- | ------------------------------------------------------------------------------- |
| 愛新覺羅 (爱新觉罗)     | Vàng | tiếng Mãn Châu            | Àixīnjuéluó | Oi3 San1 Gok3 Lo4                          | Ái Tân Giác La  | Aesin-gangna; Aesin-gangra (애신각라) | Aishinkakura    | Các hoàng đế nhà Thanh                                                          |
| 安平                    | Đất An Bình được phong cho Điền Đan, tướng nước Tề thời Chiến Quốc                                             |                           | Ānpíng      |                                            | An Bình         |                                       |                 |                                                                                 |
| 安國                    | Hậu duệ của An Quốc quân Hầu Công thời Hán Sở                                                                  |                           | Ānguó       |                                            | An Quốc         |                                       |                 | An Quốc Thiếu Quý                                                               |
| 阿史那                  | Chó sói | có lẽ từ ngữ hệ Đột Quyết | Āshǐnà      | Aa3 Si2 Naa5                               | A Sử Na         | Asana (아사나)                        | Ashina          | A Sử Na hoàng hậu A Sử Na Xã Nhĩ                                                |
| 百里                    | Trăm dặm |                           | Bǎilǐ       | Baak3 Lei5                                 | Bách Lý         | Baengni; Baengri (백리)               | Hyakuri         | Bách Lý Hề                                                                      |
| 孛兒只斤 (孛儿只斤)     | Đôi mắt màu xanh đen                                                                                           | Ngữ hệ Mông Cổ            | Bó'érzhījīn | But6 Ji4 Zi2 Gan1                          | Bột Nhi Chỉ Cân | Bar-ajigeun (발아지근)                | Botsujishikin   | Các hoàng đế nhà Nguyên                                                         |
| 成公                    | Hậu duệ của Vệ Thành công                                                                                      |                           | Chénggōng   |                                            | Thành Công      |                                       |                 | Thành Công Anh                                                                  |
| 淳于                    | Tiểu quốc thời Xuân Thu                                                                                        |                           | Chúnyú      | Seon4 Jyu1                                 | Thuần Vu        | Sun-u (순우)                          | Jun'u           | Thuần Vu Quỳnh Thuần Vu Đề Oanh Thuần Vu Ý                                      |
| 第五                    | Thứ năm |                           | Dìwǔ        | Dai6 Ng5                                   | Đệ Ngũ          | Je-o (제오)                           | Daigo           | Đệ Ngũ Kỳ                                                                       |
| 段干                    | Hậu duệ nhà Thương, được phong ấp tại đất Đoàn và đất Can                                                      |                           | Duàngān     |                                            | Đoàn Can        |                                       |                 | Đoàn Can Mộc                                                                    |
| 東方 (东方)             | "Hướng Đông", hậu duệ của Phục Hy theo truyền thuyết                                                           |                           | Dōngfāng    | Dung1 Fong1                                | Đông Phương     | Dongbang (동방)                       | Tōhō            | Đông Phương Sóc                                                                 |
| 東閣 (东阁)             | "Gác hướng Đông"                                                                                               |                           | Dōnggé      | Dung1 Gok3                                 | Đông Các        | Donggak (동각)                        | Tōkaku          |                                                                                 |
| 東郭 (东郭)             | "Quách (bên ngoài thành) ở hướng Đông"                                                                         |                           | Dōngguō     | Dung1 Gwok3                                | Đông Quách      | Donggwak (동곽)                       | Tōkaku          | Đông Quách tiên sinh                                                            |
| 東門 (东门)             | "Cửa Đông", nơi ở, từ thời nhà Chu                                                                             |                           | Dōngmén     | Dung1 Mun4                                 | Đông Môn        | Dongmun (동문)                        | Tōmon           |                                                                                 |
| 端木                    | |                           | Duānmù      | Dyun1 Muk6                                 | Đoan Mộc        | Danmok (단목)                         | Tanboku         | Đoan Mộc Tứ (端木賜), Đoan Mộc Tam (端木三) (nhà âm vị học)                     |
| 獨孤 (独孤)             | | Tiên Ti                   | Dúgū        | Duk6 Gu1                                   | Độc Cô          | Dokgo (독고)                          | Dokko/Dokuko    | Độc Cô hoàng hậu Độc Cô Tổn                                                     |
| 爾朱 (尔朱)             | | Hung Nô                   | Ěrzhū       | Ji5 Zyu1                                   | Nhĩ Chu         | Iju (이주)                            | Jishu           | Nhĩ Chu Vinh Nhĩ Chu Triệu                                                      |
| 公明                    | Ngay thẳng sáng suốt                                                                                           |                           | Gong Ming   |                                            | Công Minh       |                                       |                 | Công Minh Cao Công Minh Nghi (học giả)                                          |
| 公孫 (公孙)             | "Cháu nội người mang tước Công", dấu hiệu nhận biết hậu duệ quý tộc trong thời Xuân Thu                        |                           | Gōngsūn     | Gung1 Syun1                                | Công Tôn        | Gongson (공손)                        | Kōson           | Công Tôn Toản Công Tôn Long                                                     |
| 公羊                    | Một chi của họ Công Tôn                                                                                        |                           | Gōngyáng    | Gung1 Joeng4                               | Công Dương      | Gong-yang (공양)                      | Kōyō            | Công Dương Cao                                                                  |
| 公冶                    | Lấy từ tên chữ của Quý Dã người nước Lỗ thời nhà Đông Chu                                                      |                           | Gōngyě      | Gung1 Je5                                  | Công Dã         | Gong-ya (공야)                        | Kōya            | Công Dã Tràng                                                                   |
| 公西                    | |                           | Gōngxī      | Gung1 Sai1                                 | Công Tây        | Gongseo (공서)                        | Kōsai           | Công Tây Điểm                                                                   |
| 毌丘                    | Địa danh |                           | Guànqiū     | Kwun3 Jau1                                 | Quán Khâu       | Gwan-gu (관구)                        | Kankyū          | Quán Khâu Kiệm                                                                  |
| 穀梁 (谷梁) 穀粱 (谷粱) | Hạt cao lương                                                                                                  |                           | Gǔliáng     | Guk1 Loeng4                                | Cốc Lương       | Gongnyang; Gongryang (곡량)           | Kokuryō         | Cốc Lương Tử                                                                    |
| 賀拔 (贺拔)             | | Tiên Ti                   | Hèbá        |                                            | Hạ Bạt          |                                       |                 | Hạ Bạt Nhạc                                                                     |
| 賀蘭 (贺兰)             | Dãy núi Hạ Lan                                                                                                 | Tiên Ti                   | Hèlán       | Ho6 Laan4                                  | Hạ Lan          | Haran (하란                           | Garan           | Hạ Lan Mẫn Chi                                                                  |
| 赫連 (赫连)             | | Hung Nô                   | Hèlián      | Haak1 Lin4                                 | Hách Liên       | Hyeongnyeon; Hyeongryeon (혁련)       | Kakuren         | Hách Liên Bột Bột Hách Liên hoàng hậu                                           |
| 賀若 (贺若)             | | Tiên Ti                   | Hèruò       | Ho6 Joek6                                  | Hạ Nhược        | Ha-yak (하약)                         | Kajaku          | Hạ Nhược Bật                                                                    |
| 赫舍里                  | | tiếng Mãn Châu            | Hèsheli     | Haak1 Se2 Lei5                             | Hách Xá Lý      | Hyeoksari (혁사리)                    | Kakushari       | Hešeri Sonin Hách Xá Lý hoàng hậu Sách Ngạch Đồ                                 |
| 皇甫                    | Một chi của họ Tử (子), lấy từ Hoàng Phụ (皇父), tự của Hoàng Phụ Sung Thạch, một tư đồ nước Tống nhà Đông Chu |                           | Huángfǔ     | Wong4 Pou2                                 | Hoàng Phủ       | Hwangbo (황보)                        | Kōfu            | Hoàng Phủ Tung Hoàng Phủ Nhiễm                                                  |
| 黃斯 (黄斯)             | |                           | Huángsī     | Wong4 Si1                                  | Hoàng Tư        | Hwangsa (황사)                        | Kōshi           |                                                                                 |
| 蘭向(兰向)              | |                           | Lánxiàng    | Laan4 Hoeng3                               | Lan Hướng       |                                       | Rankō           |                                                                                 |
| 呼延                    | | Tiên Ti                   | Hūyán       | Fu1 Jin4                                   | Hô Diên         | Ho-yeon (호연)                        | Koen            | Hô Diên Tán                                                                     |
| 令狐                    | Địa danh |                           | Línghú      | Ling6 Wu4                                  | Lệnh Hồ         | Yeongho; Ryeongho (령호)              | Reiko           | Lệnh Hồ Sở                                                                      |
| 甪里                    | Địa danh |                           | Lùlǐ        | Luk6 Lei5                                  | Lộc Lý          | Nongni; Rongri (록리)                 | Rokuri          |                                                                                 |
| 閭丘 (闾丘)             | Địa danh |                           | Lǘqiū       | Leoi4 Jau1                                 | Lư Khâu         | Yeogu; Ryeogu (려구)                  | Ryokyū          | Lư Khâu Lộ Vi                                                                   |
| 万俟                    | | Tiên Ti                   | Mòqí        | Mak6 Kei4                                  | Mặc Kỳ          | Mansa (만사)                          | Bokuji          | Mặc Kỳ Xú Nô Mặc Kỳ Đạo Lạc                                                     |
| 慕容                    | | Tiên Ti                   | Mùróng      | Mou6 Jung4                                 | Mộ Dung         | Mo-yong (모용)                        | Boyū            | Mộ Dung Hoảng                                                                   |
| 納蘭 (纳兰)             | Biến thể của 叶赫那拉 (Diệp Hách Na Lạp)                                                                       | tiếng Mãn Châu            | Nàlán       | Naap6 Laan4                                | Nạp Lan         | Namnan; Namran (납란)                 | Nōran           | Nạp Lan Tính Đức                                                                |
| 南宮 (南宫)             | Cung điện hướng Nam                                                                                            |                           | Nángōng     | Naam4 Gung1                                | Nam Cung        | Namgung (남궁)                        | Nankyū          | Nam Cung Quát                                                                   |
| 歐陽 (欧阳)             | Phía nam núi Âu Dư                                                                                             |                           | Ōuyáng      | Au1 Joeng4                                 | Âu Dương        | Gu-yang (구양)                        | Ōyō             | Âu Dương Tu                                                                     |
| 沙吒                    | | Đột Quyết                 | Shāzhā      | Saa1 Zaa1                                  | Sa Tra          | Sata (사타)                           | Sata            | Sa Tra Trung Nghĩa                                                              |
| 上官                    | Quan cao cấp                                                                                                   |                           | Shàngguān   | Soeng6 Gun1                                | Thượng Quan     | Sanggwan (상관)                       | Shōkan          | Thượng Quan hoàng hậu Thượng Quan Uyển Nhi                                      |
| 申屠                    | |                           | Shēntú      | San1 Tou4                                  | Thân Đồ         | Sindo (신도)                          | Shinto          | Thân Đồ Kiến                                                                    |
| 司馬 (司马)             | "Chủ ngựa" hoặc chức quan "tư mã", một trong Tam công từ thời nhà Hán                                          |                           | Sīmǎ        | Si1 Maa5                                   | Tư Mã           | Sama (사마)                           | Shiba           | Tư Mã Thiên, Các hoàng đế nhà tấn                                               |
| 司徒                    | Chức quan "tư đồ", một trong Tam công từ thời nhà Hán                                                          |                           | Sītú        | Si1 Tou4 (SooHoo trong phương ngữ Đài Sơn) | Tư Đồ           | Sado (사도)                           | Shito           | Tư Đồ Hoa                                                                       |
| 司空                    | Chức quan "tư không", một trong Tam công từ thời nhà Hán                                                       |                           | Sīkōng      | Si1 Hung1                                  | Tư Không        | Sagong (사공)                         | Shikū           | Tư Không Đồ                                                                     |
| 司寇                    | Chức "tư khấu", lo việc hình                                                                                   |                           | Sīkòu       | Si1 Kau3                                   | Tư Khấu         | Sagu (사구)                           | Shikō           |                                                                                 |
| 太史                    | Danh hiệu triều đình "thái sử"                                                                                 |                           | Tàishǐ      | Taai3 Si2                                  | Thái Sử         | Taesa (태사)                          | Taishi          | Thái Sử Từ                                                                      |
| 澹臺 (澹台)             | |                           | Tántái      | Taam4 Toi4                                 | Đam Đài         | Damdae (담대)                         | Tantai          | Đam Đài Diệt Minh                                                               |
| 拓跋                    | | Tiên Ti                   | Tuòbá       | Tok3 Bat6                                  | Thác Bạt        | Takbal (탁발)                         | Takubatsu       | Các hoàng đế Bắc Ngụy, trước đây là họ của thủ lĩnh tộc Đảng Hạng, nước Tây Hạ. |
| 完顏 (完颜)             | | Nữ Chân                   | Wányán      | Jyun4 Ngaan4                               | Hoàn Nhan       | Wan-an (완안)                         | Kangan          | Kim Thái Tổ                                                                     |
| 嵬名                    | Mang danh Thác Bạt                                                                                             |                           | Wéimíng     |                                            | Ngôi Danh       |                                       |                 | Họ của các hoàng đế Tây Hạ.                                                     |
| 聞人 (闻人)             | "Người nổi tiếng", hậu duệ của Thiếu Chính Mão                                                                 |                           | Wénrén      | Man4 Jan4                                  | Văn Nhân        | Mun-in (문인)                         | Bunjin          |                                                                                 |
| 巫馬 (巫马)             | Chức "chăn ngựa"                                                                                               |                           | Wūmǎ        | Ng5 Maa5                                   | Vu Mã           | Uma (우마))                           | Buba            | Vu Mã Thi                                                                       |
| 夏侯                    | "Họ Hạ có tước Hầu", tước ban cho hậu duệ của Hạ Vũ thời Xuân Thu                                              |                           | Xiàhóu      | Haa6 Hau6                                  | Hạ Hầu          | Hahu (하후)                           | Kakō            | Hạ Hầu Đôn                                                                      |
| 鮮于 (鲜于)             | |                           | Xiānyú      | Sin1 Jyu1                                  | Tiên Vu         | Seon-u (선우)                         | Sen'u           | Tiên Vu Trọng Thông Tiên Vu Tu Lễ                                               |
| 西門 (西门)             | "Cửa Tây", nơi ở, quý tộc nước Trịnh thời Xuân Thu                                                             |                           | Xīmén       | Sai1 Mun4                                  | Tây Môn         | Seomun (서문)                         | Saimon          | Tây Môn Báo                                                                     |
| 軒轅 (轩辕)             | Tên của Hoàng Đế                                                                                               |                           | Xuānyuán    | Hin1 Jyun4                                 | Hiên Viên       | Heon-won (헌원)                       | Ken'en          | Hoàng Đế                                                                        |
| 楊子 (杨子)             | Một chi của họ Dương (楊)                                                                                      |                           | Yángzǐ      | Joeng4 Zi2                                 | Dương Tử        | Yangja (양자)                         | Yōshi           |                                                                                 |
| 耶律                    | | tiếng Khiết Đan           | Yēlǜ        | Ye4 Leut6                                  | Gia Luật        | Ya-yul (야율)                         | Yaritsu/Jaritsu | Các hoàng đế nhà Liêu                                                           |
| 樂正 (乐正)             | Quan nhạc |                           | Yuèzhèng    | Ngok6 Zing3                                | Nhạc Chính      | Akjeong (악정)                        | Gakusei         |                                                                                 |
| 尉遲 (尉迟)             | | Tiên Ti                   | Yùchí       | Wat1 Ci4                                   | Uất Trì Uý Trì  | Ulji (울지)                           | Utchi/Utsuchi   | Uất Trì Cung                                                                    |
| 宇文                    | | Tiên Ti                   | Yǔwén       | Jyu5 Man4                                  | Vũ Văn          | Umun (우문)                           | Ubun            | Vũ Văn Thái                                                                     |
| 章仇                    | | Tiên Ti                   | Zhāngchóu   |                                            | Chương Cừu      |                                       |                 | Chương Cừu Thái Dực                                                             |
| 長孫 (长孙)             | | Tiên Ti                   | Zhǎngsūn    | Zoeng2 Syun1                               | Trưởng Tôn      | Jangson (장손)                        | Chōson          | Trưởng Tôn Vô Kỵ                                                                |
| 鍾離 (钟离)             | Một tiểu quốc thời Xuân Thu                                                                                    |                           | Zhōnglí     | Zung1 Lei4                                 | Chung Ly        | Jongni; Jongri (종리)                 | Shōri           | Chung Ly Muội Chung Ly Quyền Chung Vô Diệm                                      |
| 諸葛 (诸葛)             | Một chi của họ Cát (葛) ở quận Lang Gia                                                                        |                           | Zhūgě       | Zyu1 Got3                                  | Gia Cát/Chư Cát | Jegal (제갈)                          | Shokatsu        | Gia Cát Lượng                                                                   |
| 祝融                    | Chúc Dung |                           | Zhùróng     | Zuk1 Jung4                                 | Chúc Dung       | Chug-yung (축융)                      | Shukuyū         | Chúc Dung phu nhân                                                              |
| 子車 (子车)             | |                           | Zǐjū        | Zi2 Geoi1                                  | Tử Xa           | Jageo (자거)                          | Shikyo          |                                                                                 |
| 左人                    | Người thuận tay trái                                                                                           |                           | Zuǒrén      | Zo2 Jan4                                   | Tả Nhân         | Jwa-in (좌인)                         | Sajin           | Tả Nhân Dĩnh                                                                    |